# Jacques Musson
Pour les articles homonymes, voir Musson (homonymie).
Jacques Musson est un céiste français de slalom. 
Aux Championnats du monde 1951 à Steyr, il est médaillé d'or en C2 par équipe et médaillé d'argent en C2 avec André Péan.